# Paddy Kälin
Paddy Kälin (* 6. März 1976 in Herisau; eigentlich Patrick Kälin) ist ein Schweizer Fernsehmoderator.

## Leben und Wirken
Der Fitnesstrainer und Turn- und Sportlehrer Kälin begann im Januar 2000 beim Schweizer Fernsehen. Er war Redaktor von Sport Aktualität mit den Spezialgebieten Fussball und Ski alpin und ist Präsentator von sport live sowie seit Februar 2008 Moderator von Sport aktuell. Von September 2010 bis Sommer 2012 moderierte er als Nachfolger von Regula Späni die Sendung sportlounge.
Kälin ist verheiratet und hat zwei Töchter.